# Višegrad
Višegrad (cirílico: Вишеград) é uma cidade na Bósnia e Herzegovina. Localizada no Rio Drina entre as cidades de Goražde, Ustiprača e Užice.

## Esporte
O time de futebol local, FK Drina HE Višegrad, joga na Primeira divisão do futebol da Bósnia e Herzegovina.

## Cultura
Višegrad é chamada de "Lar da Cultura", graças a várias filmagens realizadas aqui, bem como outras atividades culturais. Além disso, Višegrad tem duas festas folclóricas, KUD "Bikavac" e SSD "Soko".